# 七台镇
七台镇，是中华人民共和国内蒙古自治区乌兰察布市商都县下辖的一个乡镇级行政单位。

## 行政区划
七台镇下辖以下地区：
南门社区、南菜园社区、奥淳社区、都山社区、商海社区、金三角社区、公园社区、鹿王社区、牧机社区、隆盛社区、新北社区、振兴社区、田家社区、菜场社区、西苑社区、七台社区、永泰社区、文化社区、骆驼盘村、永顺堡村、喇嘛板村、三大股村、西坊子村、二号村、三个井村、杨家村、马安桥村、东坊子村、方家村、北大村、五喇嘛村、枳芨卜子村、不冻河村和田士沟村。